# 한화생명 e스포츠
한화생명 e스포츠(Hanwha Life Esports)는 대한민국의 리그 오브 레전드 프로게임단이다.

## 개요
2014년 11월 15일 후야 타이거즈(HUYA Tigers)라는 이름으로 정식 창단되었으며 전 LOL 프로게이머이자 당시 해설자인 정노철을 감독으로 선임하였다. 2014년 11월 21일부터 22일까지 양일간 열린 리그 오브 레전드 챔피언스 코리아 2015 시드 선발전을 통과하면서 LCK 스프링 2015 진출 자격을 얻었다. 그리고 2015 정식 시즌 시작 직전 팀명을 GE 타이거즈로 변경하였다가 2015년 5월 18일 팀명을 KOO 타이거즈로 변경했음을 공식 발표했다. 2015년 9월 30일 KOO TV가 경영 악화를 이유로 서비스를 종료하면서 KOO 타이거즈는 2015 LoL KeSPA컵부터 타이거즈라는 팀명으로 활동했다가 2016년 1월 6일 팀명을 ROX 타이거즈로 변경했다. 'ROX'는 후원사 이름이 아닌 선수들끼리 힘을 함께 뭉친다는 의미의 ‘Rocks’에서 따온 이름이다. ROX 타이거즈는 특정 기업 소속 팀이 아닌 클럽 형태의 운영 체제로 새로운 시도를 하게 되었다. 전문 매니지먼트 회사의 도움으로 선수 지원을 진행하기로 한 것인데 이 회사가 어디인지는 밝히지 않았다. 타이거즈 관계자는 "시즌 개막과 함께 새로운 서브 스폰서를 공개하겠다"는 입장을 전했으며 해외 클럽 팀으로는 프나틱, 팀 솔로미드 등이 있다. 그리고 2018년 4월 16일 한화생명보험이 ROX 타이거즈를 인수하면서 팀명을 한화생명 e스포츠로 변경했다.

## 내력
- 2014년 11월 15일 리그 오브 레전드팀 창단
- 2014년 12월 19일 강승현 코치 영입[5]
- 2015년 1월 5일 후야 타이거즈에서 GE 타이거즈로 팀명 변경
- 2015년 5월 18일 GE 타이거즈에서 KOO 타이거즈로 팀명 변경
- 2015년 11월 6일 KOO 타이거즈에서 타이거즈로 팀명 변경
- 2016년 1월 6일 타이거즈에서 ROX 타이거즈로 팀명 변경
- 2018년 4월 16일 한화생명보험의 ROX 타이거즈 팀 인수, ROX 타이거즈에서 한화생명 e스포츠로 팀명 변경

## 소속 선수

### 1군
- 총감독 : 손대영
- 감독 : 최인규
- 코치 : 김성진, 김한기
- 전력분석관 : 김현식

| 이름   | 아이디  | 포지션  | 비고 |
| ------ | ------- | ------- | ---- |
| 최우제 | Zeus    | 탑      |      |
| 한왕호 | Peanut  | 정글    |      |
| 김건우 | Zeka    | 미드    |      |
| 박도현 | Viper   | AD 캐리 |      |
| 유환중 | Delight | 서포터  |      |

### 2군
- 총감독 : 손대영
- 감독 : (공석)
- 코치 : 박세호, 김지영

| 이름   | 아이디    | 포지션  | 비고 |
| ------ | --------- | ------- | ---- |
| 신윤환 | Rooster   | 탑      |      |
| 조승훈 | Grizzly   | 정글    |      |
| 오영웅 | Tempester | 미드    |      |
| 편민기 | Pyeonsik  | AD 캐리 |      |
| 박규용 | Bluffing  | 서포터  |      |

## 성적
| 날짜             | 순위         | 대회                                                           | 결과  | 결과             | 상금        |
| ---------------- | ------------ | -------------------------------------------------------------- | ----- | ---------------- | ----------- |
| 2014년 11월 22일 | 진출         | 2015 리그 오브 레전드 챔피언스 코리아 시드선발전               | 2 : 1 | 조별리그 (승/패) | 0           |
| 2014년 12월 20일 | 3위          | 스베누 리그 오브 레전드 챔피언스 코리아 스프링 2015 프리시즌   | 2 : 0 | OGN 엔투스       | 0           |
| 2015년 5월 2일   | 2위          | 스베누 리그 오브 레전드 챔피언스 코리아 스프링 2015            | 0 : 3 | T1               | 5000위안    |
| 2015년 8월 21일  | 3위          | 스베누 리그 오브 레전드 챔피언스 코리아 서머 2015              | 2 : 3 | KT 롤스터        | 3천만원     |
| 2015년 10월 31일 | 준우승       | 리그 오브 레전드 월드 챔피언십 2015                            | 1 : 3 | T1               | $250,000    |
| 2015년 11월 7일  | 12강         | 네이버 2015 LoL KeSPA컵                                        | 0 : 2 | 스베누 코리아    | 0           |
| 2016년 4월 23일  | 준우승       | 롯데 꼬깔콘 리그 오브 레전드 챔피언스 코리아 스프링 2016       | 1 : 3 | T1               | 6천만원     |
| 2016년 8월 20일  | 우승         | 코카콜라 제로 리그 오브 레전드 챔피언스 코리아 서머 2016       | 3 : 2 | KT 롤스터        | 1억원       |
| 2016년 10월 22일 | 4강          | 리그 오브 레전드 월드 챔피언십 2016                            | 2 : 3 | T1               | $ 380,250   |
| 2016년 11월 19일 | 우승         | 2016 LoL KeSPA컵                                               | 3 : 1 | 프레딧 브리온    | 4천만원     |
| 2017년 2월 26일  | 4강          | IEM 시즌 10 월드 챔피언십                                      | 1 : 2 | G2 e스포츠       | $15,000     |
| 2017년 4월 1일   | 6위          | 2017 리그 오브 레전드 챔피언스 코리아 스프링 스플릿            | 0 : 2 | Gen.G            | 1천만원     |
| 2017년 8월 1일   | 7위          | 2017 리그 오브 레전드 챔피언스 코리아 서머 스플릿              | 1 : 2 | Gen.G            | 1천만원     |
| 2017년 11월 27일 | 12강         | 2017 LoL KeSPA컵                                               | 1 : 2 | 위너스           | 5백만원     |
| 2018년 3월 24일  | 6위          | 2018 리그 오브 레전드 챔피언스 코리아 스프링 스플릿            | 1 : 2 | 진에어 그린윙스  | 1천만원     |
| 2018년 8월 7일   | 6위          | 2018 리그 오브 레전드 챔피언스 코리아 서머 스플릿              | 0 : 2 | KT 롤스터        | 1천만원     |
| 2018년 12월 18일 | 16강 1라운드 | 2018 LoL KeSPA컵                                               | 1 : 2 | KeG 서울         | 5백만원     |
| 2019년 3월 29일  | 6위          | 2019 스무살우리 리그 오브 레전드 챔피언스 코리아 스프링 스플릿 | 2 : 0 | KT 롤스터        | 1천만원     |
| 2019년 8월 18일  | 9위          | 2019 우리은행 리그 오브 레전드 챔피언스 코리아 서머 스플릿     | 0 : 2 | 그리핀           | 1천만원     |
| 2019년 12월 30일 | 8강 2라운드  | 2019 LoL KeSPA컵 울산                                          | 1 : 2 | 아프리카 프릭스  | 8백만원     |
| 2020년 4월 16일  | 8위          | 2020 우리은행 리그 오브 레전드 챔피언스 코리아 스프링          | 0 : 2 | 그리핀           | 1천만원     |
| 2020년 8월 23일  | 9위          | 2020 우리은행 리그 오브 레전드 챔피언스 코리아 서머            | 2 : 1 | 농심 레드포스    | 1천만원     |
| 2020년 12월 26일 | 4강          | 2020 LoL KeSPA컵                                               | 1 : 3 | DWG KIA          | 1천만원     |
| 2021년 4월 3일   | 3위          | 2021 리그 오브 레전드 챔피언스 코리아 스프링                   | 0 : 3 | DWG KIA          | 5천만원     |
| 2021년 8월 15일  | 8위          | 2021 리그 오브 레전드 챔피언스 코리아 서머                     | 2 : 0 | T1               | 0           |
| 2021년 10월 22일 | 8강          | 리그 오브 레전드 월드 챔피언십 2021                            | 0 : 3 | T1               | $100,125    |
| 2022년 3월 19일  | 10위         | 2022 리그 오브 레전드 챔피언스 코리아 스프링                   | 0 : 2 | 농심 레드포스    | 0           |
| 2022년 8월 12일  | 10위         | 2022 리그 오브 레전드 챔피언스 코리아 서머                     | 0 : 2 | 농심 레드포스    | 0           |
| 2023년 4월 2일   | 4위          | 2023 리그 오브 레전드 챔피언스 코리아 스프링                   | 1:3   | KT 롤스터        | 2천 5백만원 |
| 2023년 8월 13일  | 4위          | 2023 리그 오브 레전드 챔피언스 코리아 서머                     | 0:3   | KT 롤스터        | 2천 5백만원 |
| 2024년 4월 13일  | 3위          | 2024 리그 오브 레전드 챔피언스 코리아 스프링                   | 1:3   | T1               | 5천만원     |
| 2024년 9월 8일   | 우승         | 2024 리그 오브 레전드 챔피언스 코리아 서머                     | 3:2   | 젠지             | 2억원       |

## 우승 기록
- 코카콜라 제로 리그 오브 레전드 챔피언스 코리아 서머 2016
- 2024 리그 오브 레전드 챔피언스 코리아 서머